# Guigneville-sur-Essonne
Guigneville-sur-Essonne là một xã ở tỉnh Essonne thuộc vùng Île-de-France miền bắc nước Pháp.
Theo điều tra dân số năm 1999, dân số xã này là 746 người. Ước tính dân số năm 2004 là 939.
Danh xưng cư dân địa phương Guigneville-sur-Essonne trong tiếng Pháp là Guignevillois.